# Liga Profesional de Béisbol Colombiano 2023-24
La Liga Profesional de Béisbol Colombiano 2023-24 fue la cuadragésima octava edición del béisbol invernal profesional en Colombia.El campeón fue Caimanes de Barranquilla, que se clasificó a la Serie Intercontinental de 2024.

## Novedades
- Leones de Santa Marta regresó tras 3 temporadas, pero jugaron de local en el estadio Édgar Rentería de Barranquilla.[3]
- Toros de Sincelejo se ausentó en esta temporada.

## Sistema de juego
- Temporada regular: Se jugó desde el 3 de noviembre de 2023 hasta el 30 de diciembre de 2023, cada equipo jugó 41 partidos. Los dos primeros equipos jugaron el play off final.
- Play off final: Se jugó a partir del 2 de enero de 2024 entre el 1.° y 2.° equipos en la tabla de posiciones de la temporada regular.

## Equipos participantes
| Equipo                   | Fundación | Ciudad       | Estadio                    |
| ------------------------ | --------- | ------------ | -------------------------- |
| Caimanes de Barranquilla | 1984      | Barranquilla | Estadio Édgar Rentería     |
| Leones de Santa Marta    | 2003      | Barranquilla | Estadio Édgar Rentería     |
| Vaqueros de Montería     | 2019      | Montería     | Estadio Dieciocho de Junio |
| Tigres de Cartagena      | 1996      | Cartagena    | Estadio Once de Noviembre  |

## Temporada regular
| Pos | Equipo                   | JG | JP | JJ | AVG.  | Dif |
| --- | ------------------------ | -- | -- | -- | ----- | --- |
| 1.  | Caimanes de Barranquilla | 26 | 15 | 41 | 0,634 | --- |
| 2.  | Vaqueros de Montería     | 20 | 21 | 41 | 0,488 | 6,0 |
| 3.  | Leones de Santa Marta    | 18 | 23 | 41 | 0,439 | 8,0 |
| 4.  | Tigres de Cartagena      | 18 | 23 | 41 | 0,439 | 8,0 |

|  | Clasificados al play off final |
|  | Eliminados.                    |

## Play off final
Se disputaron 5 juegos entre el 2 y el 7 de enero de 2024.

### Serie
| Final - 2 al 7 de enero | Final - 2 al 7 de enero | Final - 2 al 7 de enero | Final - 2 al 7 de enero | Final - 2 al 7 de enero | Final - 2 al 7 de enero | Final - 2 al 7 de enero |
| Visitante               | Resultado               | Local                   | Estadio                 | Fecha                   | Hora                    | TV                      |
| ----------------------- | ----------------------- | ----------------------- | ----------------------- | ----------------------- | ----------------------- | ----------------------- |
| Caimanes                | 3 : 2                   | Vaqueros                | Édgar Rentería          | 2 de enero              | 19:00                   | Telecaribe/RR. SS. LPB  |
| Caimanes                | 3 : 9                   | Vaqueros                | Édgar Rentería          | 3 de enero              | 19:00                   | Telecaribe/RR. SS. LPB  |
| Vaqueros                | 2 : 18                  | Caimanes                | Dieciocho de Junio      | 5 de enero              | 19:30                   | Telecaribe/RR. SS. LPB  |
| Vaqueros                | 5 : 8                   | Caimanes                | Dieciocho de Junio      | 6 de enero              | 19:00                   | Telecaribe/RR. SS. LPB  |
| Vaqueros                | 0 : 2                   | Caimanes                | Dieciocho de Junio      | 7 de enero              | 19:00                   | Telecaribe/RR. SS. LPB  |

| Colombia                                             |
| Campeón Caimanes de Barranquilla Decimotercer título |